# Maïté Nahyr
Maïté Nahyr (Nahyr Noemi Marguerite Meerbergen) (Wilrijk, 25 oktober 1947 - Marseille, 19 augustus 2012) was een Belgisch actrice.

## Levensloop
Nahyr was van Zuid-Amerikaanse afkomst. Voor het begin van haar carrière won ze de eerste prijs aan het Koninklijk Conservatorium Brussel. Vanaf 1975 was ze werkzaam in Frankrijk. Ze was vooral bekend om haar bijrollen in films. Haar meest opvallende rollen vervulde ze in Le Locataire (1976) van Roman Polanski, Je t'aime moi non plus (1976) van Serge Gainsbourg, La città delle donne (1980) van Federico Fellini, Boy Meets Girl (1984) van Leos Carax en Meeting Venus (1991) van István Szabó. Ze trad ook op in het theater en had onder meer een rol in Ubu roi van regisseur Antoine Vitez en La Visite van Philippe Adrien.
Maïté Nahyr overleed na een langdurige ziekte in 2012 op 64-jarige leeftijd.

## Filmografie
- Le nosferat ou les eaux glacées de calcul égoiste (1974) - moeder / maagd / koningin
- Calmos (1976) - vrouwelijk soldaat
- Je t'aime moi non plus (1976) - prostituee
- Le Locataire (1976) - Lucille
- Violette et François (1977)
- La Dérobade (1979)
- La città delle donne (1980) - feministe
- Le bâtard (1983) - stripper
- Die Olympiasiegerin (1983) - ondernemer
- Boy Meets Girl (1984) - Maite
- Les Favoris de la lune (1984) - Madeleine Duphour-Paquet
- Ni avec toi ni sans toi (1985) - Sainte Ricard
- Didi auf vollen Touren (1986) - Deponiechefin
- Les mois d'avril sont meurtriers (1987) - Jeanne
- Le bal du gouverneur (1990) - Mademoiselle Reiche
- Transit (1991)
- Sushi Sushi (1991) - depressieve vrouw
- Meeting Venus (1991) - Maria Krawiecki
- Diên Biên Phu (1992)
- Riens du tout (1992) -  coördinatie-directrice
- La nuit sacrée (1993)
- Le Sourire (1994) - Mado
- Capitaine au long cours (1997) - Maria
- Sur un air d'autoroute (2000) - Mme Sandre